# Kruševo
Kruševo (kyrillisch Крушево; albanisch Krusheva, indefinit Krushevë; aromunisch Crushuva/Crușuva) ist eine Stadt im Südwesten Nordmazedoniens in der Region Pelagonien. Sie ist Hauptort der gleichnamigen Opština. Die Stadt war während des anti-osmanischen Aufstands 1903 Hauptstadt der kurzlebigen Republik Kruševo.
Amtssprachen der Gemeinde Kruševo sind Mazedonisch, Albanisch und Aromunisch. Kruševo ist weltweit die einzige Stadt, in der Aromunisch als Amtssprache zugelassen ist.

## Bevölkerung
Laut der Volkszählung aus dem Jahr 2002 setzte sich die Bevölkerung wie folgt zusammen:
| Volksgruppe | Absoluter Anteil | Prozentualer Anteil |
| ----------- | ---------------- | ------------------- |
| Mazedonier  | 4.273            | 80,2 %              |
| Aromunen    | 1.020            | 19,1 %              |
| Andere      | 37               | 0,1 %               |
| Total       | 5.330            | 100 %               |

Laut der Volkszählung aus dem Jahr 2002 setzte sich die Bevölkerung in der Opština Kruševo wie folgt zusammen:
| Volksgruppe | Absoluter Anteil | Prozentualer Anteil |
| ----------- | ---------------- | ------------------- |
| Mazedonier  | 6.081            | 62,79 %             |
| Albaner     | 2.064            | 21,31 %             |
| Aromunen    | 1.020            | 10,53 %             |
| Türken      | 315              | 3,25 %              |
| Bosniaken   | 137              | 1,41 %              |
| Serben      | 38               | 0,39 %              |
| Andere      | 29               | 0,30 %              |
| Total       | 9.684            | 100 %               |

## Sehenswürdigkeiten
- Siehe auch: Ilinden-Denkmal

## Mit der Stadt verbundene Personen
- Nikola Karev (1877–1905), Revolutionär und „Präsident“ der damaligen Republik Kruševo
- Nikola Kirow (1880–1962), Revolutionär und Wissenschaftler
- Alexandros Svolos (1892–1956), griechischer Politiker
- Mentscha Karnitschewa (1900–1964), Aktivistin der IMRO
- Ilija Najdoski (* 1964), Fußballspieler
- Toše Proeski (1981–2007), Sänger, für ihn wurde 2011 eine eigene Gedenkstätte in der Stadt errichtet
- Gjorgji Icoski (* 1984), Biathlet und Skilangläufer
- Rosana Kiroska (* 1991), Skilangläuferin